# الدولي (فلم)
الدولي (بالإنجليزية: The International) فيلم سينمائي أمريكي بريطاني ألماني تم عرضه للمرة الأولى في 13 فبراير 2009. أخرج الفيلم توم تيكور وأنتجه تشارلز روفين وكتبه إريك سينغر. تم تصوير الفيلم في مدينة فولفسبورغ الألمانية[ ؟ ]. بلغت ميزانية الفيلم 50 مليون دولار بينما بلغ الدخل 58.1 مليون دولار. تبلغ مدة الفيلم 118 دقيقة.

## البطولة
- كلايف أوين في دور لويس سالينغر.
- نعومي واتس في دور إليانور وايتمان.
- هالوك بيلغينر في دور أحمد سوناي.
- آرمن مولر-شتال في دور ويلهيلم ويكسلر.
- أولريتش تومسين في دور يوناس سكارسين.
- بريان ف. أوبيرن في دور المستشار.
- باتريك بالادي في دور مارتن وايت.
- لوكا بارباريتشي في دور أومبيرتو كالفيني.

## القصة
ضابط منظمة شرطة الجرائم الدولية لويس سالينغر ومساعدة المدعي العام لمقاطعة نيويورك إليانور وايتمان يقرران إحلال العدالة في خامس أقوى مصرف قطاع خاص في العالم وهو البنك الدولي للتجارة والائتمان والذي يقع مقره الرئيسي في لوكسمبورغ ولديه فرع في الولايات المتحدة والذي يقوم بعملية تمويل تنظيمات إرهابية. في محاولة الكشف عن تبييض للأموال والتجارة بالسلاح وزعزعة استقرار الحكومات فإن تحقيقات سالينغر ووايتمان تقودهما من برلين إلى ميلانو حيث يقوم مسؤولو البنك بإرسال قناص لاغتيال المرشح في انتخابات رئاسة الحكومة الإيطالية[ ؟ ] أومبيرتو كالفيني. يتم العثور على خيط يدل على القاتل الملقب بالمستشار فيتجهان إلى نيويورك ولكن يدخل سالينغر مع القاتل في تحالف في مواجهة مجموعة القتلة الذين يرسلهم مسؤولو البنك للتخلص من المستشار وتحدث مواجهة بالسلاح الناري في متحف غيغينهايم ويقتل المستشار. يعثر سالينغر على خيط جديد وهو أحد أعضاء مجلس إدارة البنك وهو ويلهيلم ويكسلر الذي يقرر التعاون مع سالينغر ويخبره بالموعد الذي بين أحد المدراء التنفيذيين للبنك وهو يوناس سكارسين مع تاجر السلاح التركي أحمد سوناي في إسطنبول. في نفس الوقت يقرر ابنا كالفيني إنزو وماريو إرسال قاتل محترف للتخلص من ويكسلر وسكارسين بسبب وصول معلومة من سالينغر بأنهما السبب الرئيسي في اغتيال والدهما. وفي النهاية وبموت سكارسن يستمر البنك في نشاطه ومهما كان وحدث الجريمة هي التي تبقى !

## وصلات خارجية
- مقالات تستعمل روابط فنية بلا صلة مع ويكي بيانات